# Trichodura recta
Trichodura recta là một loài ruồi trong họ Tachinidae.